# Great Leighs
Great Leighs is een plaats in het Engelse graafschap Essex. Het maakt deel uit van de civil parish Great and Little Leighs.
St. Annes Castle in Great Leighs beweert de oudste herberg van Engeland te zijn, echter blijkt dat na een brand de herberg werd verbouwd. Een gebouw met die naam zou vermeld zijn in het Domesday Book van 1086. Eeuwenlang zou daar ale zijn verkocht aan pelgrims op weg naar Canterbury. Het gebouw dat er thans staat, dateert uit het begin van de negentiende eeuw en heeft een vermelding op de Britse monumentenlijst.

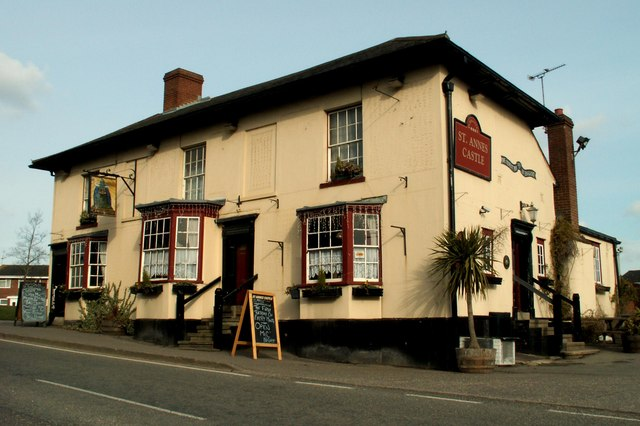
De pub St. Annes Castle